# Théodore-Auguste Rousseau
Pour les articles homonymes, voir Rousseau.
Ne doit pas être confondu avec Auguste Rousseau.
Théodore-Auguste Marchand dit Rousseau, né le 14 octobre 1822 à Saumur et mort en mars 1857 à La Havane (Cuba), était un peintre d'histoire français.

## Biographie
Enfant naturel remarqué pour ses dispositions précoces pour le dessin, il bénéficia d'une bourse d'études de sa ville natale qui lui permit d'intégrer l'atelier de Léon Cogniet comme élève en 1841.
En témoignage de gratitude, il adressa deux tableaux au musée de Saumur : La Paix ramenant l'Abondance, et La Vengeance et la Justice poursuivant le crime (d'après Pierre-Paul Prud'hon). Six autres toiles de sa main (dont quatre copies de maîtres) représentant des sujets religieux font partie du mobilier de l'église Saint-Nicolas de Saumur.
Le tableau le plus connu signé par ce peintre est un portrait en pied de Jean-Baptiste Nompère de Champagny (1756-1834), duc de Cadore en 1809, ministre de l'intérieur de 1804 à 1807. Cette toile est exposée au Musée de l'Histoire de France (Versailles).
Parti pour les États-Unis en 1854, Rousseau ne parvint pas à y vivre de son art. Sans ressource, il gagna Cuba où il mourut victime de la fièvre jaune.

## Source
- Célestin Port : Dictionnaire historique, géographique et biographique de Maine-et-Loire, tome 3, 1878, p. 316.